# Zoea (sommergibile 1913)
Lo Zoea è stato un sommergibile della Regia Marina.

## Storia
Nel primo periodo della sua vita operativa fu impiegato nel Tirreno settentrionale, svolgendovi alcune crociere d'addestramento.
Nel 1914 prese base a Messina, inquadrato nella I Squadriglia Sommergibili.
Fu poi trasferito, unitamente al gemello Jalea e con la scorta della nave appoggio Lombardia, a Venezia, restando in forza alla I Squadriglia.
Il 24 maggio 1915, data dell'ingresso dell'Italia nella prima guerra mondiale, lo comandava il tenente di vascello Renato Senigaglia.
Fu dapprima impiegato in missioni a scopo difensivo.
Posto poi sotto il controllo diretto del Comando in Capo Dipartimentale, fu ancora impiegato per la difesa mobile di Venezia.
Nel 1916 divenne caposquadriglia della II Squadriglia Sommergibili, con ridislocazione ad Ancona. Nel gennaio 1917 lo comandava il tenente di vascello Mariotti.
A partire da quel mese, con il tenente di vascello Gaetano Sansone come nuovo comandante, fu impiegato ancora a scopo difensivo in acque costiere tra Ancona e Porto Corsini.
Il 26 novembre 1917, in navigazione con cattivo tempo, lo Zoea si arenò nei pressi di Rimini. Poté essere disincagliato e rimorchiato a Venezia per le riparazioni il 1º dicembre.
Il sommergibile non tornò tuttavia mai più in servizio: messo in riserva nello stesso mese di dicembre 1917, fu posto in disarmo qualche tempo dopo, radiato nel 1918 e quindi demolito.
Nel corso del primo conflitto mondiale lo Zoea aveva svolto in tutto 32 missioni difensive ed 8 offensive.